# Makroökonomie

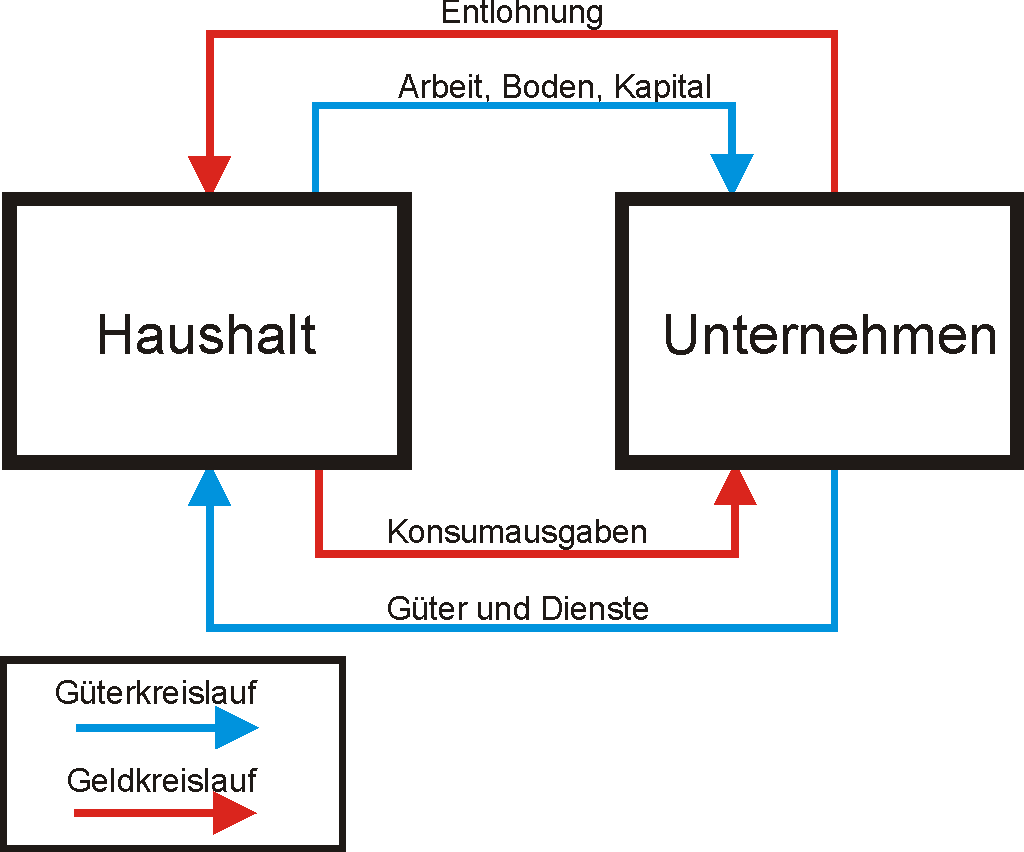
Der einfache Wirtschaftskreislauf zwischen Haushalt und Unternehmen

Die Makroökonomie (von griechisch μακρός makros „groß“; οἶκος, oíkos „Haus“ und νόμος, nomos „Gesetz“), auch Makroökonomik, makroökonomische Theorie oder Makrotheorie, ist ein Bereich der Wirtschaftswissenschaft. Im deutschsprachigen Kontext wird die Makroökonomie zur Volkswirtschaftslehre gezählt.
Die Makroökonomie behandelt das gesamtwirtschaftliche Verhalten der Wirtschaftssektoren, der Analyse gesamtwirtschaftlicher Märkte und deren Interaktionen. Sie untersucht Themen wie Bruttoinlandsprodukt, Arbeitslosenquote, Nationaleinkommen, Preisindizes, Produktion, Konsum, Arbeitslosigkeit, Inflation, Sparen, Investitionen, Energie, Außenhandel und die Weltwirtschaft.
Die Makroökonomie ist abzugrenzen von der Mikroökonomie. Beide sind die allgemeinsten Bereiche der Wirtschaftswissenschaft. 

## Definition

### Überblick
Die Makroökonomie ist die Wissenschaft der gesamtwirtschaftlichen Vorgänge. Das aus dem 18. Jahrhundert stammende Tableau économique von François Quesnay ist das erste moderne makroökonomische Totalmodell. Quesnay modellierte einen einfachen Wirtschaftskreislauf. Er erklärte damit die Wirtschaftsbeziehungen dreier Klassen, bestehend aus (1) den Bauern, (2) den Kaufleuten und Handwerkern sowie (3) den Grundeigentümern.
Der Begriff Makroökonomik wird in der Literatur überwiegend synonym verwendet. Manche Autoren unterscheiden jedoch zwischen der Makroökonomik als der Wissenschaft und der Makroökonomie als deren Untersuchungsgegenstand.

### Hintergründe
Die Makroökonomie versucht, die wesentlichen Bestimmungsgründe, die internationalen Unterschiede und die zeitliche Entwicklung makroökonomischer (gesamtwirtschaftlicher) Schlüsselvariablen, wie zum Beispiel gesamtwirtschaftliche Produktion von Gütern und Dienstleistungen, Gesamteinkommen, Arbeitslosigkeit, Inflation und Zahlungsbilanz, zu erklären.
Als Begründer der Makroökonomie gilt John Maynard Keynes, der 1936 die erste simultane Analyse der makroökonomischen Schlüsselvariablen vorlegte.
Wichtige Teilgebiete der makroökonomischen Theorie sind die Volkswirtschaftliche Gesamtrechnung, die Einkommens- und Beschäftigungstheorie, die Wachstumstheorie und die Konjunkturtheorie. Die Trennung zwischen Mikroökonomie und Makroökonomie ist bisweilen problematisch. Viele Teilgebiete der Volkswirtschaftslehre, insbesondere die monetäre Theorie (Geldtheorie und Theorie der Geldpolitik), die Finanzwissenschaft, die Außenwirtschaftstheorie und die Verteilungstheorie, weisen Elemente der Mikroökonomie und der Makroökonomie auf.
Mittelpunkt makroökonomischer Theorien ist schließlich die Frage nach der Rolle des Staates im gesamtwirtschaftlichen Kontext; aus den Theorien werden Empfehlungen an die Wirtschaftspolitik abgeleitet. Regierungen versuchen die gesamtwirtschaftliche Entwicklung zu beeinflussen. So werden durch Änderungen bei Steuern, Zinsen oder Staatsausgaben politisch definierte Ziele wie Preisniveaustabilität, Vollbeschäftigung, außenwirtschaftliches Gleichgewicht und/oder Wirtschaftswachstum angestrebt (siehe auch Magisches Viereck). Makroökonomische Kenngrößen spielen im politischen Legitimationsprozess eine wichtige Rolle, da sie von den Wählern als Hinweis auf die Qualität der Arbeit einer Regierung gedeutet werden.
Moderne makroökonomische Theorien (DSGE-Modelle) leiten Entscheidungen meist aus individuellen Optimierungen her (sogenannte Mikrofundierung). Weil bloße Rationalitätsannahmen dem Sonnenschein-Mantel-Debreu-Theorem zufolge kaum Implikationen haben, ist die Makroökonomik stärker empirisch orientiert. Sie wählt die Annahmen so, dass die Modellergebnisse mit stilisierten Fakten in Einklang stehen. Hierzu gehören etwa die langfristige Konstanz des Kapitalkoeffizienten oder die Tatsache, dass Investitionen im Konjunkturverlauf stärker schwanken als der Konsum.
Die makroökonomische Analyse versucht die komplexe wirtschaftliche Wirklichkeit auf eine überschaubare Anzahl wesentlicher Zusammenhänge zu vereinfachen. In der Regel wird dabei die Anzahl der betrachteten Märkte auf vier reduziert:
- den gesamtwirtschaftlichen Gütermarkt
- den gesamtwirtschaftlichen Geldmarkt
- den gesamtwirtschaftlichen Arbeitsmarkt
- den gesamtwirtschaftlichen Wertpapiermarkt

Auf dem Gütermarkt wird das homogene Inlandsprodukt gehandelt, das fiktiv in den privaten Konsum, den Staatskonsum, die Investitionen sowie die Importe und Exporte aufgespalten wird.
In der Makroökonomie existieren verschiedene Erklärungsansätze. Es lässt sich indessen rechtfertigen, letztlich nur von zwei Erklärungsmustern (Paradigmen) zu sprechen. Auf der einen Seite steht die klassische Makroökonomik, die durch den Monetarismus und die Neue Klassische Makroökonomik neu begründet und verfeinert wurde. Auf der anderen Seite stehen der Keynesianismus und Modern Money Theory.

### Abgrenzung
Die Volkswirtschaftslehre wird in zwei große Hauptteile unterteilt, die Mikroökonomie und die Makroökonomie. Diese lassen sich nicht exakt voneinander trennen, sondern ergänzen sich gegenseitig.
Mikroökonomie und Makroökonomie analysieren beide die Verhaltensweisen von Wirtschaftssubjekten. Im Mittelpunkt der Mikroökonomie steht dabei das einzelne Wirtschaftssubjekt, bei der Makroökonomie hingegen das Durchschnittsverhalten der Wirtschaftssubjekte.
Das heißt, dass in der Mikroökonomie zum Beispiel die Nachfrage eines einzelnen Haushaltes untersucht wird, während die Makroökonomie die aggregierte Nachfrage, also die gesamte Nachfrage aller Haushalte analysiert.
Hinzu kommt, dass in der Makroökonomie auch Bereiche in die Untersuchung mit einbezogen werden, die in der Mikroökonomie nicht berücksichtigt werden, wie zum Beispiel die Bedeutung des Staates oder des Auslandes.
Zusammenfassend ist festzustellen: Die Mikroökonomie befasst sich hauptsächlich mit einzelnen Märkten, also mit Märkten von bestimmten Gütern und deren Analyse.
Die Makroökonomie hingegen betrachtet die aggregierten Einzelmärkte wie den Gütermarkt oder den Geldmarkt und die daraus resultierenden wirtschaftlichen Gesamtzusammenhänge.
Dabei greift die Makroökonomie auf die in der Mikroökonomie untersuchten Einzelentscheidungen der Wirtschaftssubjekte zurück.

## Geschichte

### Die Vorläufer

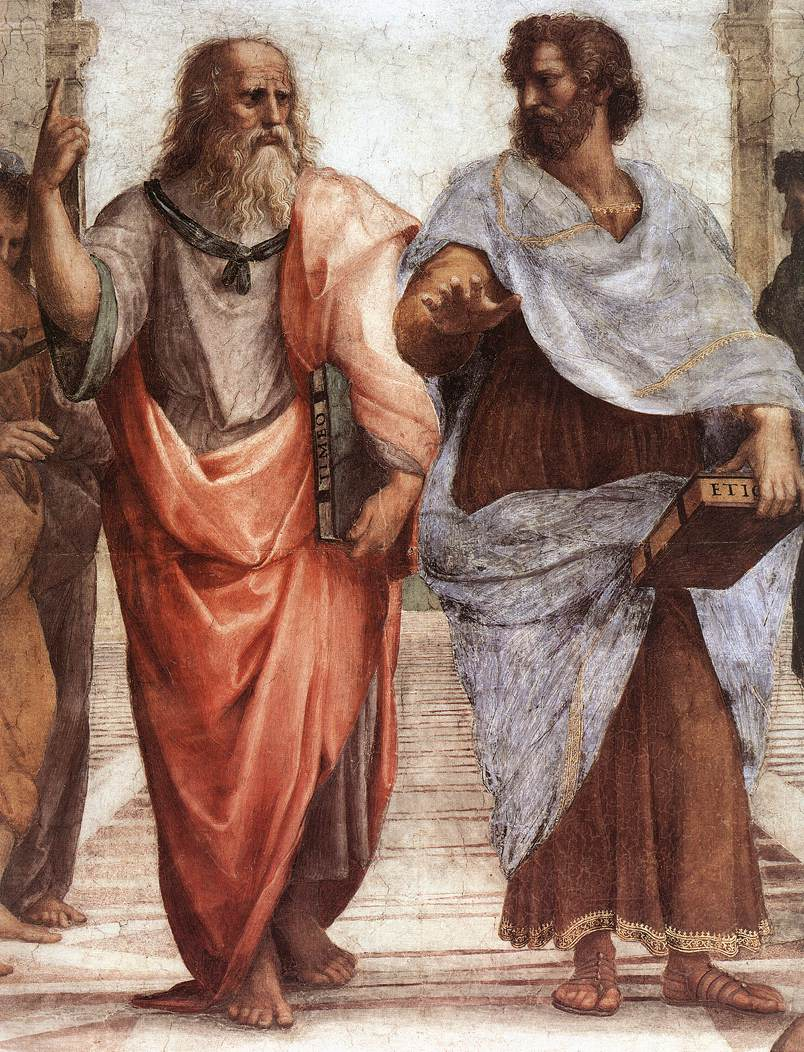
Platon (links) und Aristoteles

Erste Fragen zu ökonomischen Sachverhalten finden sich bereits in der Antike. So werden schon in „Politeia“ von Platon Aussagen zu den Vorteilen der Arbeitsteilung getroffen, ebenso wie sich in den Erörterungen des Wertes von Aristoteles Aussagen zum Geld und zum Zins finden.
Das Besondere an griechischen und römischen Denkern, den Scholastikern und Naturrechtsphilosophen ist allerdings, dass sie nicht die Volkswirtschaftslehre als solche in den Vordergrund stellten, sondern die ökonomischen Probleme immer im Zusammenhang mit einer anderen Wissenschaft betrachteten, beispielsweise der Ethik, der Rechtswissenschaft oder der politischen Philosophie. Eine eigentliche Wirtschaftswissenschaft liegt hier nicht vor. Jedoch sollte man die Rolle dieser Autoren nicht unterschätzen, da ihr Beitrag einer der beiden wesentlichen Quellen ökonomischer Forschung gleichwertig ist.
Eine andere Quelle ist das Werk diverser Autoren, welche sich mit praktischen und politischen Fragen der Wirtschaftsführung und auch der Verwaltung befassten. Zu diesen Autoren zählen unter anderem Lehrer der damaligen Verwaltungshochschulen, Bürokraten, Politiker und Geschäftsleute. Da sie Praxiserfahrung mitbrachten, war ihnen die analytische Darstellung ihrer Ideen weniger wichtig als das eingebrachte Tatsachenwissen. Im 16. und 17. Jahrhundert stieg die Zahl der Veröffentlichungen derart an, dass die Hauptaussagen der formulierten Gedanken den Namen Merkantilismus prägten. Hauptaufgabe des Merkantilismus war es, die nationale Handelskraft zu unterstützen und die Beschaffung von Einnahmen für die Schatzkammer der Fürsten (auch camera genannt). Daraus leitet sich die Bezeichnung Kameralismus ab, welche den deutschen Merkantilismus bezeichnet. Sie stellt einen Vorläufer der deutschen Finanzwissenschaft dar.
Eine erste wichtige Persönlichkeit in der Entstehung der ökonomischen Analyse ist Sir William Petty. Petty stellte die These des volkswirtschaftlichen „Überschusses“ und damit die ausschlaggebende Eigenschaft einer klassischen Ökonomik.
Mitte des 18. Jahrhunderts schloss sich in Frankreich eine Gruppe von Autoren zusammen und gründete eine Schule. Sie nannten sich „les économistes“, heute würde man sie als Physiokraten bezeichnen. Der Arzt Francois Quesnay war Gründer und Oberhaupt dieser Einrichtung. Er war der Erste, der eine gesamte Analyse des Wirtschaftsprozesses aufstellte, die auch die Kreislauftheorie mit einschloss. Diese Leistung ist beachtenswert. Beeinflussung erhielten die Physiokraten von Richard Cantillon, der erstmals näher auf das Problem der Allokation einging und der zeigte, welchen Einfluss die Nachfrage über eine Änderung der relativen Preise auf die Zusammensetzung der volkswirtschaftlichen Produktion hat. Anne Robert Jacques Turgot, der eine enge Verbindung zu den Physiokraten besaß, erarbeitete zu dieser Zeit ebenfalls eine weitestgehend umfassende Wirtschaftstheorie und entwickelte außerdem Beiträge, aufgrund deren man ihn heute zu den herausragenden klassischen Ökonomen zählt.

### Die Klassik

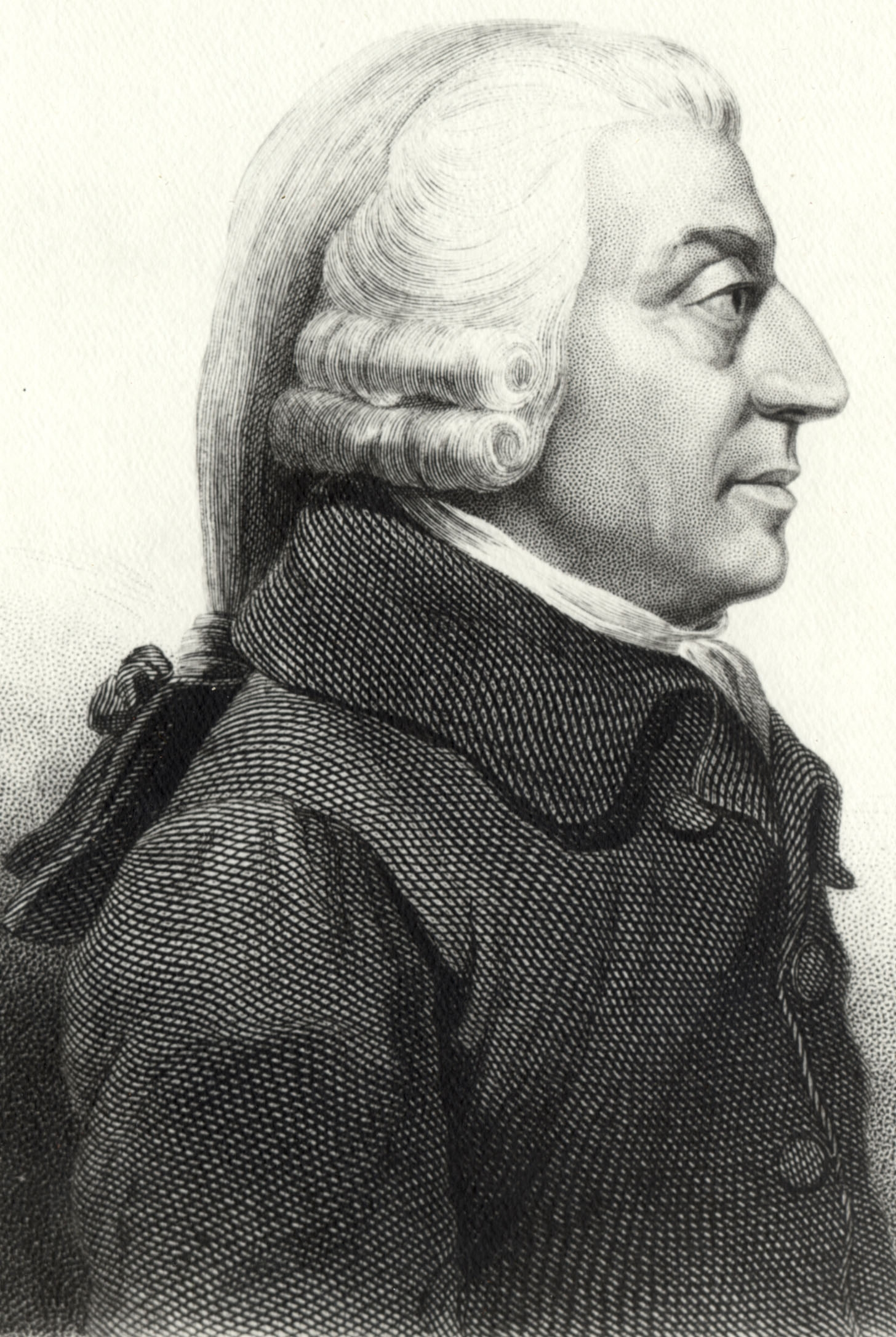
Adam Smith, 1787

Der Beginn der ökonomischen Klassik liegt ungefähr im Jahr 1770, gehört also zu dem Jahrzehnt, in dem Turgots Hauptwerk und das wohl populärste ökonomische Buch, „An Inquiry into the Nature and Causes of the Wealth of Nations“ von Adam Smith, entstanden. Smith war Professor für Moralphilosophie an der Universität Glasgow und die Bedeutung seines Werkes kam einerseits von seinem eigenen analytischen Einsatz, zum größten Teil aber vom Festhalten der bereits vorhandenen Erkenntnisse. Durch sein Werk wurde die Volkswirtschaft als selbständiges Wissensgebiet anerkannt. Orientiert man sich an Joseph Schumpeters Aussage, dass die Basis der Erkenntnisse einer Wissenschaft die Erkenntnis ihrer selbst sei, so war dies der Schritt, mit dem die Ökonomie eine eigenständige wissenschaftliche Disziplin wurde.

Die Klassik wird in ihrer Rolle freilich nur dann verständlich, wenn man sie im Kontext der ihr vorangegangenen Epochen betrachtet. Mit dem Werk von Smith und den Beiträgen der Vorläufer als Grundlage beschäftigten sich die Ökonomen der Klassik mit allen essentiellen Fragen, die den Inhalt der heutigen Volkswirtschaftslehre ausmachen.

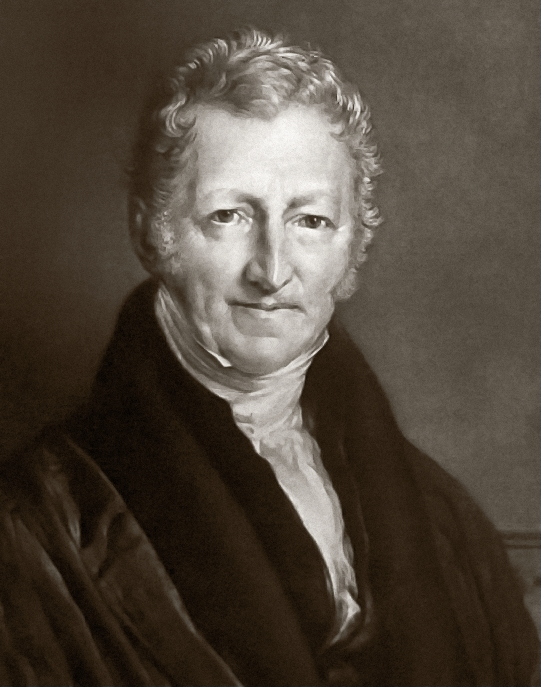
Thomas Malthus

Ein Kernpunkt der klassischen Ökonomie ist das Harmonieprinzip. Damit gemeint ist die Gewissheit der Funktionstüchtigkeit einer Marktwirtschaft, wie Smith sie mit seiner „invisible hand“ bildlich darstellt. Die „unsichtbare Hand“ in Form des Preismechanismus rief aufgrund der rationalen und individuellen Handlungsweise des Einzelnen eine Ordnung der Wirtschaftspläne hervor. Hintergrund des Ganzen ist eine natürliche Ordnung, die sich der gegebenen Ordnung möglichst anpassen sollte, um eine größtmögliche gesellschaftliche Wohlfahrt herzustellen. Sehr wichtig ist dabei, dass sich der Staat weitestgehend aus dem Wirtschaftsleben heraushält. Der Staat sollte eher seinen zwei wichtigen Funktionen nachkommen, der inneren und äußeren Sicherheit sowie der Verwirklichung eines geeigneten Rechtssystems mit Handlungsfreiheit sowie Schutz des Privateigentums.
Das Hauptinteresse des Klassikers galt vielmehr den Aussagen, die bereits zum Überschuss getroffen wurden. Für sie waren die größten Probleme die Entstehung des Überschusses, wie er auf die unterschiedlichen Bevölkerungsschichten verteilt werden sollte und seine eventuelle Verwendung für „Luxuskonsum“ oder „Ersparnis“. Auf die Verwendung des Überschusses legten die Ökonomen besonderes Augenmerk. Sie entscheiden sich klar für die zweite Verwendungsmöglichkeit, da eine Erhöhung der Ersparnisse langfristig dem „Wohlstand der Nationen“ dient und diesen erhöht.
Außergewöhnliche Volkswirte dieser Epoche sind neben Adam Smith vor allem Thomas Malthus, Jean Baptiste Say, David Ricardo und John Stuart Mill.
Die Idee einer „Klassischen“ Periode hat ihren Ursprung bei Karl Marx, der ebenso bedeutsam ist wie die Klassiker und John Stuart Mill als deren letzten Vertreter ansah. Das Ende der klassischen Epoche befindet sich, wenn man der Marxschen Einteilung folgt, im Jahr 1870 und ist gleichzeitig der Beginn der Neoklassik.

### Die Neoklassik

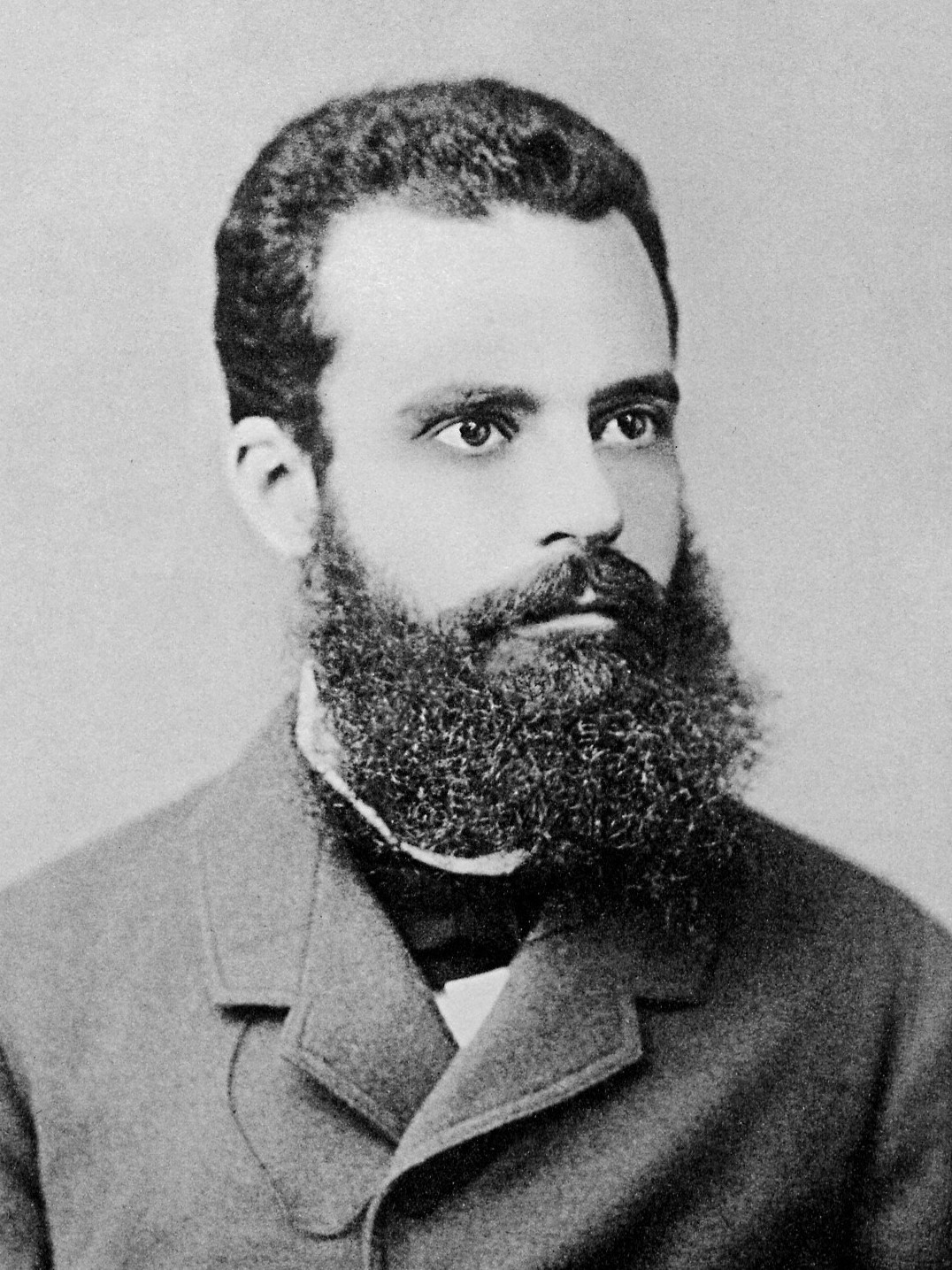
Vilfredo Pareto

Die Neoklassik bezeichnet eine wirtschaftswissenschaftliche Denkrichtung, die in der zweiten Hälfte des 19. Jahrhunderts begründet wurde. Sie löste die klassische Nationalökonomie ab. Die Neoklassische Theorie basiert im Wesentlichen auf 3 Annahmen: Menschen haben rationale Präferenzen, die mathematisch ausgedrückt werden können (Homo Oeconomicus). Einzelpersonen maximieren ihren subjektiven Nutzen und Unternehmen maximieren ihre Gewinne. Menschen handeln unabhängig auf der Grundlage vollständiger und relevanter Informationen. Eine der entscheidenden Weiterentwicklungen der Neoklassik war die Einführung des Grenznutzens und der Grenzkosten. Zum Beispiel beschließt eine Person, ein zweites Sandwich zu kaufen, basierend darauf, wie satt sie nach dem ersten ist. Ein Unternehmen stellt einen neuen Mitarbeiter ein, basierend auf der erwarteten Gewinnsteigerung, die der Mitarbeiter bringen wird. Diese Konzepte ermöglichten es, das wirtschaftliche Verhalten auf einzelne Individuen zurückzuführen. Aus dieser Analyse entwickelte sich später die moderne Mikroökonomie.
Wesentliche makroökonomische Beiträge lieferte die Neoklassik auf 2 Feldern: Konjunkturtheorie und Geldtheorie. Diese Disziplinen waren zum damaligen Zeitpunkt allerdings noch völlig voneinander getrennt.

Beginnend mit William Stanley Jevons und Clément Juglar in den 1860er Jahren versuchten Ökonomen, die häufig auftretenden konjunkturellen Schwankungen und Wirtschaftskrisen zu erklären. Ein wichtiger Fortschritt war dabei die Gründung des US-amerikanischen National Bureau of Economic Research durch Wesley Mitchell im Jahr 1920. Dies war der Beginn eines Booms atheoretischer, statistischer Modelle zur Erklärung wirtschaftlicher Schwankungen. Es handelte sich dabei um Modelle, die auf Zyklen und Trends anstelle von Wirtschaftstheorie basieren. Dies führte zur z. B. Entdeckung scheinbar regelmäßiger wirtschaftlicher Muster wie dem Kusnez-Zyklus.

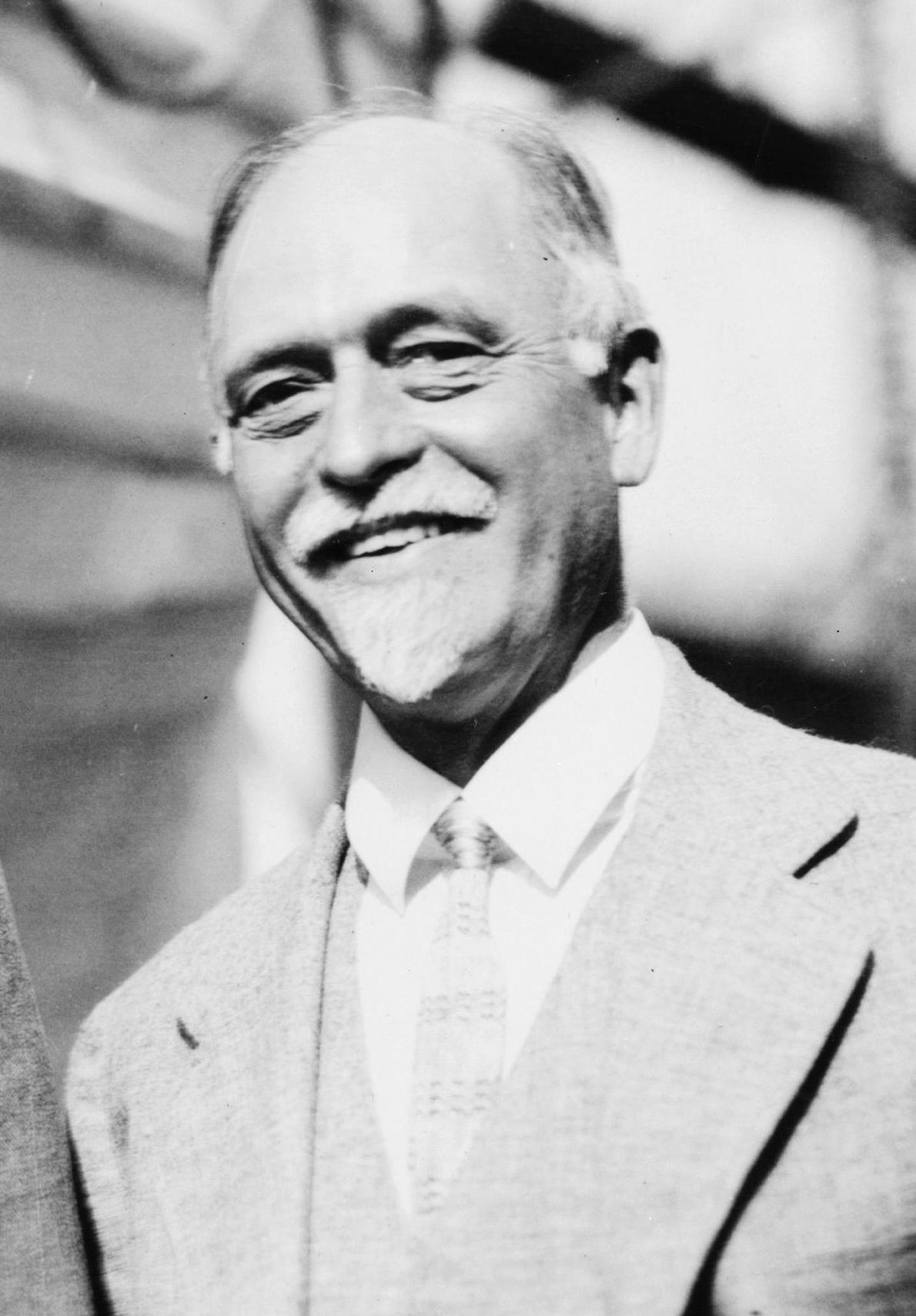
Irving Fisher, 1927

Andere Ökonomen konzentrierten sich in ihren Konjunkturanalyse stärker auf theoriegeleitete Erklärungen. Die meisten neoklassischen Konjunkturtheorien fokussierten sich auf einen einzelnen Faktor, wie die Geldpolitik, oder die Auswirkungen des Wetters auf die weitgehend landwirtschaftlich geprägten Volkswirtschaften der Zeit. Obwohl die Konjunkturtheorie als wissenschaftliche Disziplin gut etabliert war, hatten Arbeiten von Theoretikern wie Dennis Robertson und Ralph Hawtrey nur wenig Einfluss auf die staatliche Wirtschaftspolitik. Zur damaligen Zeit gab es nur partielle Gleichgewichtstheorien von einzelnen Märkten, also wie z. B. einzelne Gütermärkte funktionierten. Es gab aber kein allgemeines Marktmodell für die gesamte Volkswirtschaft. Somit konnte kein allgemeines Gleichgewicht modelliert werden, d. h. wie verschiedene Märkte miteinander interagieren. Insbesondere in frühen Konjunkturtheorien wurden Gütermärkte und Finanzmärkte getrennt behandelt. Die Forschung in diesen Bereichen verwendete mikroökonomische Methoden, um Beschäftigung, Preisniveau und Zinssätze zu erklären.
Auf dem Gebiet der Geldtheorie war besonders die Quantitätstheorie des Geldes sehr einflussreich. Sie besagt, dass das allgemeine Preisniveau direkt proportional zur Geldmenge ist. Die mathematische Formulierung dieses Zusammenhangs wurde von Irving Fisher eingeführt:
{\displaystyle M\cdot V=P\cdot Q}
M bezeichnet die Geldmenge, V die Umlaufgeschwindigkeit, P das Preisniveau und Q die Anzahl der Transaktionen.
Geschichtlich betrachtet liegt das Ende der Neoklassik zu Beginn des Ersten Weltkrieges. Analytisch betrachtet findet sich dafür kein Zeitpunkt, ein Ende ist nicht genau datiert. Die Neoklassische Art der Analyse wird auch heute noch sehr oft verwendet.

### Keynes und seine Schüler

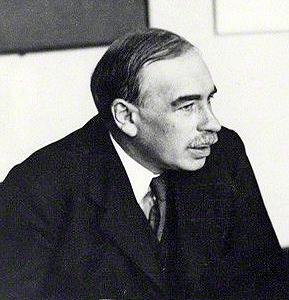
John Maynard Keynes, 1933

In der zweiten Dekade des 20. Jahrhunderts trat der Ökonom John Maynard Keynes, dessen Höhepunkt sein 1936 erschienenes Werk „General Theory of Employment, Interest and Money“ ist, in den Vordergrund. Keynes ist es zu verdanken, dass die Makroökonomie heute eine so große Bedeutung hat.

Als die Weltwirtschaftskrise ausbrach, hatten neoklassische Ökonomen Schwierigkeiten zu erklären, wie Waren unverkauft bleiben und Arbeiter arbeitslos werden könnten. In der neoklassischen Theorie würden Preise und Löhne einfach soweit fallen, bis der Markt ein neues Gleichgewicht erreicht, wo alle Waren und Arbeitskräfte verkauft werden können. Keynes bot eine neue Wirtschaftstheorie an, die erklärte, warum Märkte möglicherweise nicht zu einem Gleichgewicht finden. 

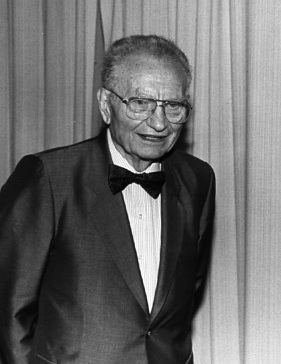
Paul Samuelson, 1970

In Keynes Sicht brach Fishers Quantitätstheorie zusammen, weil Menschen und Unternehmen in wirtschaftlich schwierigen Zeiten dazu neigen, ihr Geld beisammenzuhalten- ein Phänomen, das er im Hinblick auf Liquiditätspräferenzen beschrieb. Keynes erklärte auch, wie durch den Multiplikatoreffekt schon ein geringer Rückgang von Nachfrage oder Investitionen zu starken Rückgängen in der gesamten Wirtschaft führen können. Keynes bemerkte auch die Rolle, die Unsicherheit und Animal Spirits in der Wirtschaft spielen können.
Die Generation nach Keynes kombinierte die Makroökonomie von Keynes General Theory mit der neoklassischen Mikroökonomie, um die neoklassische Synthese zu schaffen. In den 1950er Jahren hatten die meisten Ökonomen diese Synthese der Makroökonomie akzeptiert. Ökonomen wie Paul Samuelson, Franco Modigliani, James Tobin und Robert Solow entwickelten formale keynesianische Modelle und brachten formale Theorien über Konsum, Investitionen und Geldnachfrage ein, die den keynesianischen Rahmen spezifizierten.
Eine weitere wesentliche Veränderung, welche durch Keynes ins Rollen kam, war die von Felderer und Homburg so genannte „Spaltung der Wirtschaftstheorie“. Neben der neoklassischen Analysetechnik rief Keynes eine zweite Art der Analyse ins Leben. Diese war allerdings so anders konzipiert, dass beide Techniken miteinander unvereinbar sind.

### Monetarismus

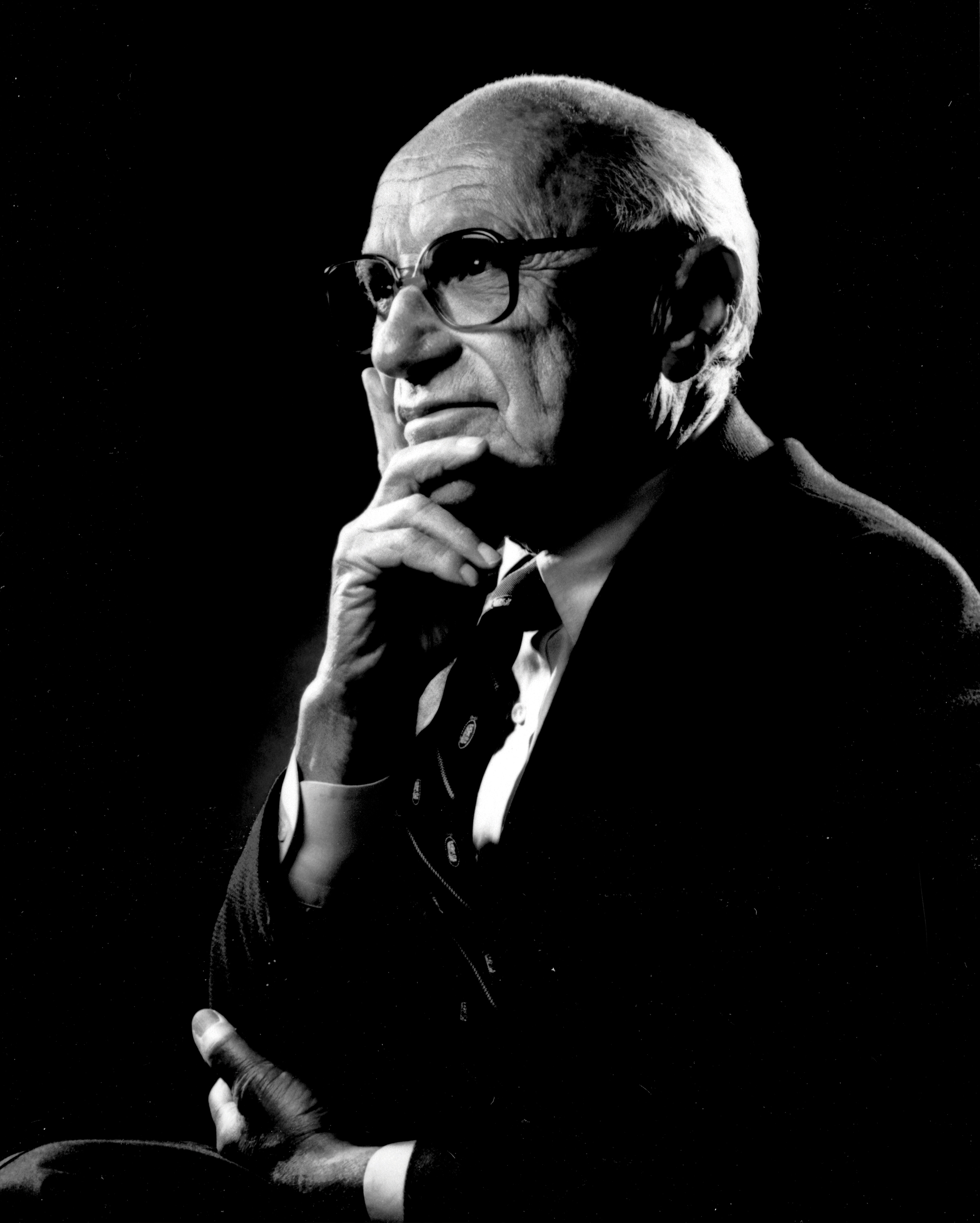
Milton Friedman

Milton Friedman hat die Quantitätstheorie des Geldes aktualisiert und dabei die Funktion der Geldnachfrage hervorgehoben. Er argumentierte, dass die Analyse der Geldnachfrage ausreiche, um die Weltwirtschaftskrise zu erklären, und dass keynesianische Erklärungen in Bezug auf die aggregierte Nachfrage nicht notwendig seien.  Friedman argumentierte weiterhin, dass die Geldpolitik effektiver sei als die Fiskalpolitik; er bezweifelte jedoch die Fähigkeit des Staates, die Wirtschaft geldpolitisch präzise zu steuern. Er befürwortete im Allgemeinen eine Politik des stetigen Wachstums der Geldmenge, anstelle häufiger Interventionen.
Friedman stellte auch eine weitere klassisch-keynesianische Beziehung in Frage: Die Phillips-Kurve, also die Beziehung von Inflation und Arbeitslosigkeit. Friedman und Edmund Phelps (der kein Monetarist war) schlugen eine „erweiterte“ Form der Phillips-Kurve vor, die die Möglichkeit eines stabilen, langfristigen Kompromisses zwischen Inflation und Arbeitslosigkeit ausschloss. Als die Ölschocks der 1970er Jahre zu einer hohen Arbeitslosigkeit und Inflation führten, wurden Friedman und Phelps empirisch bestätigt. Der Monetarismus war in den frühen 1980er Jahren besonders einflussreich. Er verlor in den folgenden Jahrzehnten jedoch wieder an Einfluss, da es den Zentralbanken schwerfiel, die Geldmenge anstelle der Zinssätze zu steuern.

### Neue klassische Makroökonomie
Die neue klassische Makroökonomie forderte weitere zentrale Annahmen des Keynesianismus heraus. Die theoretische Weiterentwicklung war dabei die Einführung von rationalen Erwartungen in die Modellbildung durch Robert Lucas. Vor Lucas hatten Ökonomen im Allgemeinen adaptive Erwartungen verwendet, bei denen angenommen wurde, dass ökonomische Agenten die jüngste Vergangenheit betrachten, um Erwartungen über die Zukunft zu erstellen. Unter rationalen Erwartungen wird angenommen, dass Agenten komplexer sind. Zum Beispiel werden Verbraucher nicht einfach eine Inflationsrate von 2 % annehmen, nur weil dies der Durchschnitt der letzten Jahre war. Sie werden sich mit der aktuellen Geldpolitik und den wirtschaftlichen Bedingungen befassen, um eine eigene fundierte Prognose zu erstellen. Als neue klassische Ökonomen rationale Erwartungen in ihre Modelle einführten, zeigten sie, dass die Geldpolitik nur begrenzte Auswirkungen habe.
Eine der bekanntesten Anwendungen dieser Modelle ist die von Edward C. Prescott und Finn E. Kydland entwickelte Theorie realer Konjunkturzyklen.
Außerdem formulierte Robert Lucas eine sehr einflussreiche Kritik an den traditionellen Modellen des Keynesianismus: die Lukas-Kritik. Sie besagt, dass die meisten makroökonomischen Modelle nur statische Annahmen treffen, während sich reale Ökonomien dynamisch verhalten würden. So erklärt sich z. B. das Zusammenbrechen der Phillips-Kurve. Nachdem der Zusammenhang entdeckt und zum Ausgangspunkt für wirtschaftspolitische Entscheidungen wurde, passten die Agenten ihre Erwartungen an. Dadurch brach der Zusammenhang zusammen und führte zur Stagflation der 1970er Jahre.
Dies läutete einen Paradigmenwechsel in der Makroökonomie ein, der als Mikrofundierung bekannt ist.

### Neukeynesianismus

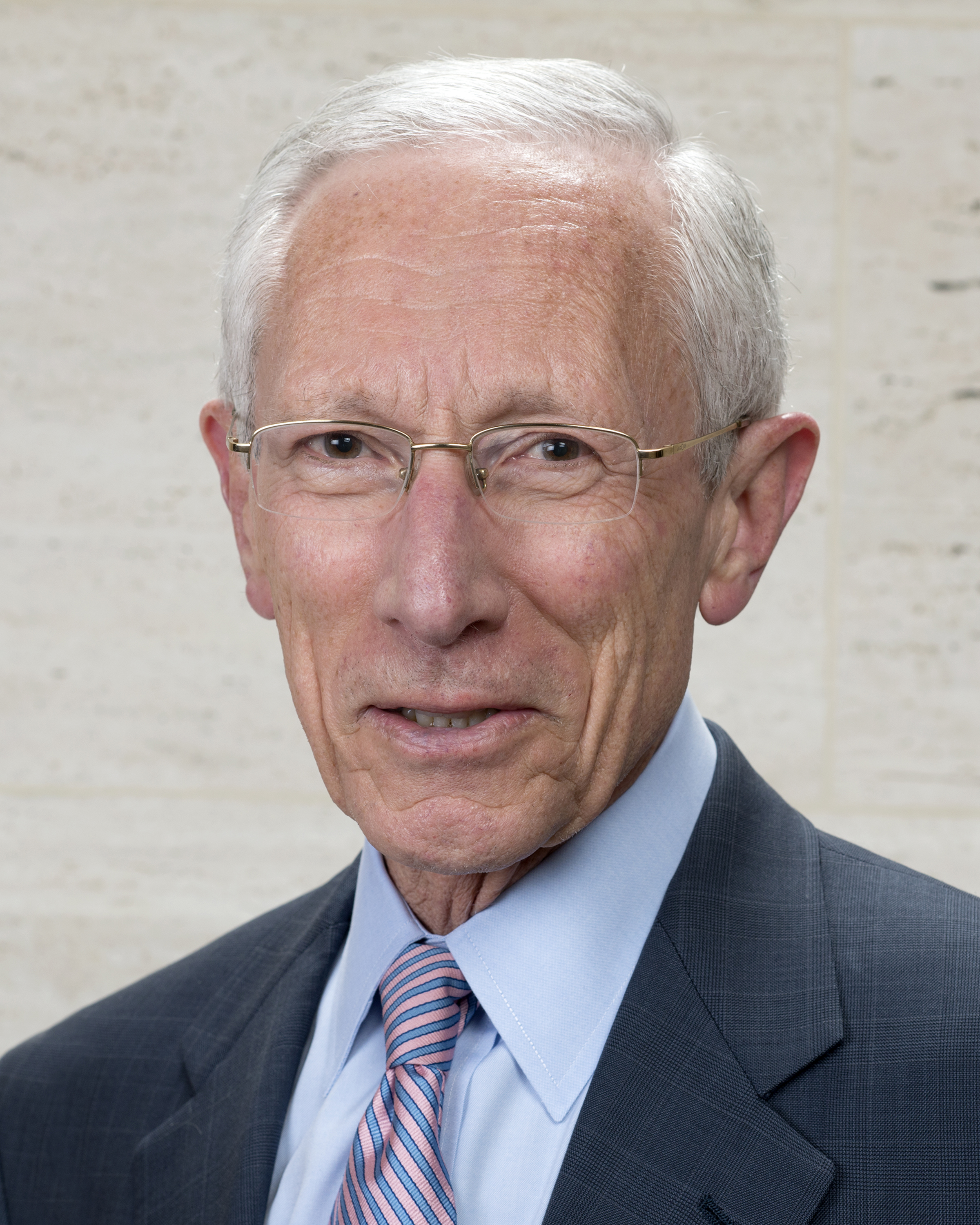
Stanley Fisher, 2014

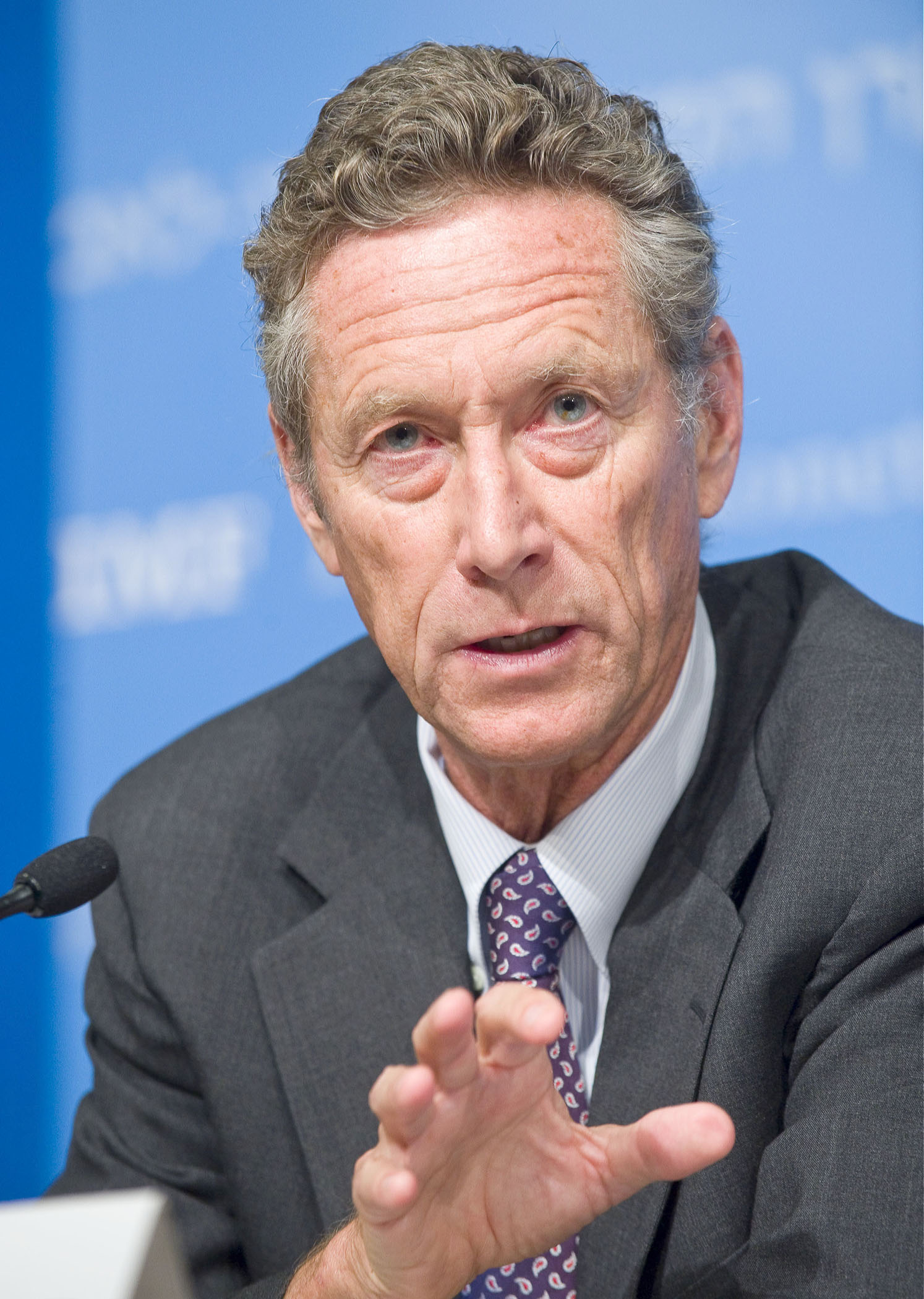
Olivier Blanchard, 1998

Der Neukeynesianismus ist eine Antwort auf die neue klassische Makroökonomie: Rationale Erwartungen wurden akzeptiert und man konzentrierte sich auf die Entwicklung mikrobasierter Modelle, die gegen die Lucas-Kritik immun sind. Wie klassische Modelle hatten neue klassische Modelle angenommen, dass sich die Preise perfekt anpassen könnten und die Geldpolitik daher nur zu Preisänderungen führen würde. Neue keynesianische Modelle untersuchten Quellen von Starrheit bei Preisen und Löhnen (sticky prices and wages) aufgrund von unvollkommenem Wettbewerb und andere Formen von Marktversagen. Stanley Fischer und John B. Taylor haben in diesem Bereich gearbeitet. Sie zeigten, dass Geldpolitik auch in Modellen mit rationalen Erwartungen wirksam sein kann, wenn es durch Arbeitsverträge Lohnstarrheit für Arbeitnehmer gibt. Andere neukeynesianische Ökonomen, darunter Olivier Blanchard, Julio Rotemberg, Greg Mankiw, David Romer und Michael Woodford haben diese Arbeit erweitert und andere Fälle aufgezeigt, in denen Preisträgheit oder Lohnstarrheit dazu führten, dass die Geld- oder Fiskalpolitik echte ökonomische Effekte hatte.
In den späten neunziger Jahren haben die Ökonomen einen groben Konsens erzielt: Die Starrheit von Preisen und Löhnen der neukeynesianischen Theorie wurde mit rationalen Erwartungen und der Theorie realer Konjunkturzyklen kombiniert, um dynamische stochastische allgemeine Gleichgewichtsmodelle (DSGE) zu entwickeln. Die Verschmelzung von Elementen aus verschiedenen Denkrichtungen wurde als neue neoklassische Synthese bezeichnet. Diese Modelle werden heute von vielen Zentralbanken verwendet und sind ein zentraler Bestandteil der zeitgenössischen Makroökonomik. Dabei wird angenommen, dass eine die Zielinflation übersteigende Inflation durch einen Anstieg der Arbeitslosigkeit neutralisiert werden kann, da dann sowohl die Nachfrage nach Arbeit als auch nach Gütern sinkt. Diese würde das Lohn- und Preiswachstum reduzieren. Annahmegemäß sorgen steigende Zinsen für weniger Investitionen und auch weniger Konsum, da die Kapitalkosten steigen. Die sinkende Nachfrage nach Arbeit reduziert dann die Inflation. Allerdings zeigt die Realität, dass die Annahmen nicht sehr plausibel sind. In den USA beispielsweise steigen in der Folge der Pandemie die privaten Investitionen, obwohl die Zinsen dort gestiegen sind. Grund ist wohl die hohe Nachfrage durch Fiskalprogramme der Regierung Biden. Dieser hörte nicht auf Neukeynesianer wie Larry Summers, der im Sommer 2022 sagte, die USA bräuchten 5 Jahre lang eine 5-Prozent-Arbeitslosigkeitsrate, um die Inflation wieder zu reduzieren. Joe Biden hörte nicht auf ihn und erhöhte die Staatsausgaben weiter mit dem Ergebnis einer sehr hohen Beschäftigungsrate bei wieder gesunkenen Inflationsraten. Dies passt zu einem Fachaufsatz von Neu-Keynesianer Michael Woodford, der 2020 schrieb, dass in der Pandemie Geldpolitik nicht ausreichen würde, um die Wirtschaft auf Kurs Vollbeschäftigung zu bringen. Dazu wären nun höhere Staatsausgaben notwendig.
Die europäische Zentralbank verwendet zum Beispiel das Smets–Wouters Modell, ein DSGE-Modell, um die Auswirkungen ihrer Geldpolitik auf die Eurozone zu untersuchen. Dabei kam es zu großen Problemen bei den Vorhersagen der Inflation in den Jahren nach der Pandemie, da gerade Energiepreise falsch eingeschätzt wurden. Schon vorher gab es Fachartikel von Zentralbanken, die den DSGE-Modellen eine schlechte Vorhersagequalität attestierten.

## In geschlossener Volkswirtschaft
Unter einer geschlossenen Volkswirtschaft ist eine Volkswirtschaft ohne Handelsbeziehungen zum Ausland zu verstehen. Demnach sind Exporte und Importe gleich Null. Diese Annahme steht im Widerspruch zur Realität, denn alle modernen Volkswirtschaften haben zahlreiche und komplexe Handelsbeziehungen mit dem Rest der Welt.

### Gütermarkt
Der Gütermarkt umfasst in der Makroökonomie alle Märkte, auf denen Waren und Dienstleistungen gehandelt werden. Auf ihm kommen das aggregierte Angebot und die aggregierte Nachfrage einer Volkswirtschaft zusammen. Der Gütermarkt beinhaltet somit sowohl den Konsum als auch die Investitionen.
Bei der grafischen Betrachtung des Gütermarktgleichgewichts trifft man auf die IS-Funktion. Diese stellt die Fülle aller Zusammenstellungen von Zinssatz und Volkseinkommen dar, bei denen ein Gleichgewicht besteht.

### Geldmarkt
Unter einem Geldmarkt ist ein Ort zu verstehen, auf welchem alle geldlichen Transaktionen stattfinden. Dabei werden Einnahmen und Ausgaben saldiert und in einer bestimmten Geldhaltung niedergeschlagen. Um die gewünschte Nachfrage zu ermitteln, muss man zwei Sichtweisen aufgreifen. Zum einen ergibt sich diese aus dem Bedürfnis nach sofortiger Abwicklung laufender Transaktionen. Diese sogenannte Transaktionskasse verhält sich proportional zum Einkommen. Je höher das Einkommen ist, umso mehr Transaktionen können getätigt werden. Zweitens ist trotz positiver, aber niedriger Zinsen eine Geldhaltung aus dem Vermögensmotiv sinnvoll, wenn steigende Zinsen zu erwarten sind. Mit der zu erwartenden Zinssteigerung ist nämlich auch mit Kursverlusten bei Wertpapieren zu rechnen. Die daraus abgeleitete Spekulationskasse steigt also mit sinkendem Zins. Schlussfolgernd wird das Geldangebot durch die Kreditvergabe bzw. die Wertpapierkäufe der Notenbank bestimmt. Dies ist mittels der LM-Funktion grafisch abbildbar. Bei gegebener Geldmenge verläuft die Geldmarktgleichgewichtskurve LM mit positiver Steigung im Zins-Einkommens-Koordinatensystem.

### Arbeitsmarkt
Auf dem Arbeitsmarkt treffen Angebot und Nachfrage nach Arbeitskraft zusammen. Dabei fungieren Arbeitnehmer als Anbieter von Arbeit. Die Unternehmen fragen diese dann nach. Für sie stellt die Arbeit somit einen Produktionsfaktor dar. Demnach ist die Arbeitsnachfrage auch im Zusammenhang mit der Produktionsbedingung zu sehen, welche durch die volkswirtschaftliche Produktionsfunktion beschrieben werden.
In den vergangenen Jahren hatte der Arbeitsmarkt immer häufiger mit Wachstumsschwächen zu kämpfen. Sichtbar wurde dies vor allem durch den hohen Grad der Arbeitslosigkeit.

### Modelle

#### AS-AD
Das AD-AS-Modell ist ein Standard-Lehrbuchmodell zur Erklärung der Makroökonomie. Dieses Modell zeigt das Preisniveau und das Niveau der realen Produktion bei einem Gleichgewicht von Gesamtnachfrage und Gesamtangebot. Die Abwärtsneigung der aggregierten Nachfragekurve bedeutet, dass mehr Output auf niedrigeren Preisniveaus nachgefragt wird. Die Abwärtsneigung ist das Ergebnis von drei Effekten: dem Pigou- oder realen Gleichgewichtseffekt, der besagt, dass bei fallenden realen Preisen der reale Wohlstand zunimmt, was zu einer höheren Verbrauchernachfrage nach Gütern führt; der Keynes- oder Zinseffekt, der besagt, dass bei fallenden Preisen die Geldnachfrage sinkt, wodurch die Zinssätze sinken und die Kreditaufnahme für Investitionen und Konsum zunimmt; und der Nettoexporteffekt, der besagt, dass bei steigenden Preisen inländische Waren für ausländische Verbraucher vergleichsweise teurer werden, was zu einem Rückgang der Exporte führt.
Bei der (neu)keynesianischen Verwendung des AS-AD-Modells verläuft die aggregierte Angebotskurve bei niedrigen Produktionsniveaus horizontal und wird nahe dem Punkt des potenziellen Outputs, der Vollbeschäftigung entspricht, unelastisch. Da die Wirtschaft nicht über das Produktionspotenzial hinaus produzieren kann, führt jede AD-Erweiterung zu Inflation statt zu einem höheren Output.
Das AD-AS-Modell kann eine Vielzahl makroökonomischer Phänomene modellieren, zum Beispiel Inflation. Änderungen der Faktoren außerhalb des Preisniveaus verursachen Änderungen der Gesamtnachfrage und Verschiebungen der Gesamtnachfragekurve (AD). Wenn die Warennachfrage das Angebot übersteigt, entsteht eine Inflationslücke, bei der eine Nachfragesoginflation auftritt und sich die AD-Kurve nach oben zu einem höheren Preisniveau verschiebt. Wenn die Wirtschaft mit höheren Kosten konfrontiert ist, tritt eine Kostendruckinflation auf und die AS-Kurve verschiebt sich nach oben zu höheren Preisniveaus.

#### IS-LM

IS-LM-Modell, wobei i den Zinssatz und Y den Output darstellt. In diesem Beispiel bewegt sich die IS-Kurve nach rechts, was zu höheren Zinssätzen (i) und einer Expansion des Outputs (Y) der Wirtschaft führt.

Das IS-LM-Modell ist ein weiteres Standardmodell und findet in vielen Makroökonomik-Anfängerkursen Verwendung. Es modelliert die Gesamtnachfrage einer Ökonomie, d. h. welche Menge an Gütern bei einem bestimmten Preisniveau nachgefragt wird. Das Modell zeigt, welche Kombinationen aus Zinssätzen und Output ein Gleichgewicht auf dem Waren- und auf dem Geldmarkt herstellen. Der Gütermarkt wird modelliert, dass er ein Gleichgewicht zwischen Investitionen und öffentlichen und privaten Ersparnissen (IS) produziert- der Geldmarkt wird so modelliert, dass er ein Gleichgewicht zwischen Geldangebot und Geldnachfrage schafft (LM).
Die IS-Kurve besteht aus den Punkten (Kombinationen aus Einkommen und Zinssatz), an denen die Investitionen bei gegebenem Zinssatz gleich der öffentlichen und privaten Ersparnis bei gegebenem Output sind. Die IS-Kurve ist nach unten geneigt (eng. downward sloping), weil die Produktion und der Zinssatz auf dem Gütermarkt eine umgekehrte Beziehung haben: Wenn die Produktion steigt, wird mehr Einkommen gespart, was bedeutet, dass die Zinssätze niedriger sein müssen, um genügend Investitionen anzuregen, um den Ersparnissen gerecht zu werden.
Die LM-Kurve ist nach oben geneigt (eng. upward sloping), weil Zinssatz und Output auf dem Geldmarkt in einem positiven Zusammenhang stehen: Mit steigendem Einkommen steigt die Geldnachfrage, was zu einem Anstieg des Zinssatzes führt, um die steigende Geldnachfrage auszugleichen.
Das IS-LM-Modell wird häufig verwendet, um die Effekte von Geld- und Fiskalpolitik zu illustrieren. Lehrbücher verwenden häufig das IS-LM-Modell, weil es nicht die Komplexität der meisten modernen makroökonomischen Modelle hat. Diese komplexen Modelle haben aber immer noch Ähnlichkeiten zum IS-LM-Modell.

## In offener Volkswirtschaft
Bei der offenen Volkswirtschaft wird das Ausland mit einbezogen, d. h. Importe und Exporte spielen im Gegensatz zur geschlossenen Volkswirtschaft eine entscheidende Rolle.
Besondere Bedeutung haben hierbei die Außenbeziehungen einer Volkswirtschaft. Diese werden in der Außenwirtschaftsrechnung erfasst, welche eine Nebenrechnung der Volkswirtschaftlichen Gesamtrechnung (VGR) ist. Die wichtigsten Teile der Außenwirtschaftsrechnung sind die Zahlungsbilanz und die Erfassung der Wechselkurse.

## Makroökonomische Totalanalyse
Die makroökonomische Totalanalyse betrachtet alle Märkte (Güter-, Geld-, Wertpapier- und Arbeitsmarkt) im Zusammenhang. Sie umfasst alle Interaktionen zwischen Konsumenten und Produzenten auf den Märkten, also die Handlungen aller Wirtschaftssubjekte. Zur Vereinfachung werden dabei bestimmte fixe Daten und Verhaltensweisen verwendet und die Analyse wird auf die Preistheorie und das Streben in Richtung der Gleichgewichtszustände reduziert. Obwohl diese Analyseart theoretisch umfassender ist, werden aus Kostengründen oder aufgrund der aufwändigen Datenbeschaffung meist Partialmodelle eingesetzt.

### Makroökonomisches Gleichgewicht
Die Grundlage des makroökonomischen Gleichgewichts basiert auf der Annahme einer unsichtbaren Hand von Adam Smith. Demnach stellt sich langfristig gesehen in einem Marktsystem eine Gleichgewichtssituation ein.
Die Totalanalyse untersucht hierbei vor allem folgende Fragen:
- Existiert ein solches Gleichgewicht unter den gegebenen Voraussetzungen?
- Ist das Gleichgewicht eindeutig?
- Streben Wirtschaftssubjekte bei Abweichungen vom Gleichgewicht wieder zu einer Gleichgewichtsposition zurück?[3]

### Finanz-, Lohn- und Fiskalpolitik
Die Finanzpolitik beinhaltet alle Entscheidungen bezüglich der Budgets oder Haushaltspläne im Staat, vor allem die Festlegung der Höhe und Art der Einnahmen und Ausgaben.
Lohnpolitik umfasst alle Maßnahmen zur Gestaltung von Höhe, Struktur und Ausrichtung der Löhne.
Der vollkommene makroökonomische Arbeitsmarkt (neoklassischer Ansatz) ist teilweise unvereinbar mit der modernen volkswirtschaftlichen Realität. Freie Lohnbildung aus Nachfrage und Angebot ist in Teilen des Arbeitsmarktes möglich, aber meist werden die Lohnsätze zwischen den Gewerkschaften und den Unternehmerverbänden ausgehandelt und in Tarifverträgen festgehalten.
Die Festlegung von Steuern T und Staatsausgaben G (Erhöhung bzw. Senkung) durch die Regierung nennt man Fiskalpolitik. Hierzu zählen alle Entscheidungen zu Staatskäufen, Transferzahlungen und Steuerstruktur. Fiskalpolitik ist ein Teil der Finanzpolitik.
Soll ein staatliches Budgetdefizit abgebaut werden, indem der Staat die Steuern erhöht bzw. die Staatsausgaben senkt, so wird dies kontraktive Fiskalpolitik genannt. Wird dagegen das Staatsdefizit ausgeweitet durch eine Steuersenkung bzw. Erhöhung der Staatsausgaben, so wird dies als expansive Fiskalpolitik bezeichnet.

### Makroökonomische Instabilität
Es werden folgende makroökonomische Krisen unterschieden:
- Inflation ist ein Anstieg des allgemeinen Preisniveaus über längere Zeit.[71]
- Deflation ist eine negative Inflation, das heißt, das allgemeine Preisniveau fällt.[71]
- Depression ist eine lang anhaltende Rezession.[71]
- Hyperinflation bezeichnet eine sehr hohe Inflation.[71]
- Als Rezession wird ein negatives BIP-Wachstum in zwei oder mehr aufeinander folgenden Quartalen bezeichnet (negative Wachstumsraten).[71]
- Als Stagnation wird eine konjunkturelle Phase ohne wirtschaftliches Wachstum bezeichnet.[3]
- Stagflation bezeichnet eine Kombination von Stagnation und Inflation.[71]